# 北海道道1178号泊共和線
北海道道1178号泊共和線（ほっかいどうどう1178ごう とまりきょうわせん）は、北海道古宇郡泊村と岩内郡共和町を結ぶ一般道道である。

## 概要
泊共和線は国道229号の避難道路として計画・事業化されている路線である。2011年3月11日に東日本大震災が発生し、泊発電所の敷地内を国道229号が通過していることから、災害時の避難道路の整備を求める声が高まった。同年12月には高橋はるみ北海道知事が建設を決定。2012年2月23日に議案として『2012年第1回定例道議会第104号（北海道道の路線の認定に関する件）』が提出され、同年3月23日に原案通り可決されると、3月30日に路線認定され、泊共和線の着工が事実上決定した。

### 路線データ
- 起点：北海道古宇郡泊村茅沼村（国道229号・北海道道342号茅沼鉱山泊線交点）
- 終点：北海道岩内郡共和町国富（国道5号交点）
- 総延長：32.615 km[6]
- 実延長：14.151 km[6]
- 重用延長：1.924 km[6]
- 未供用延長：16.540 km[6]

## 歴史
- 2012年（平成24年）3月30日 - 路線認定[5][7]。
- 2023年（令和5年）5月24日 - 岩内郡共和町発足 - 国富 (6.1 km) が開通する[8]。
- 2024年（令和6年）3月25日 - 古宇郡泊村茅沼村 - 岩内郡共和町宮丘 (5.1 km) が開通し、全線供用開始[9]。

## 路線状況

### 道路施設

#### 主なトンネル[10]
- 茅沼トンネル（246 m）
- 渋井トンネル（92 m）
- 宮丘トンネル（1,112 m）
- 水松沢トンネル（1,446 m）
- 国富大山トンネル（1,544 m）

#### 主な橋梁[10]
- 茶津大橋（230 m）
- 大工橋（12 m）
- 岩淵橋（9 m）
- 宮丘橋（21 m）
- 金井橋（9 m）
- 新ヤチナイ橋（23 m）
- 境橋（22 m）
- 水松沢橋（12 m）
- 大山橋（22 m）

## 地理

### 主な接続道路
泊村
- 国道229号 - 茅沼村（起点）
- 北海道道342号茅沼鉱山泊線 - 茅沼村（起点）

共和町
- 北海道道569号蕨台古平線
- 北海道道818号発足線 - 発足
- 国道5号 - 国富（終点）